# Нанесение увечий по политическим причинам в Византии

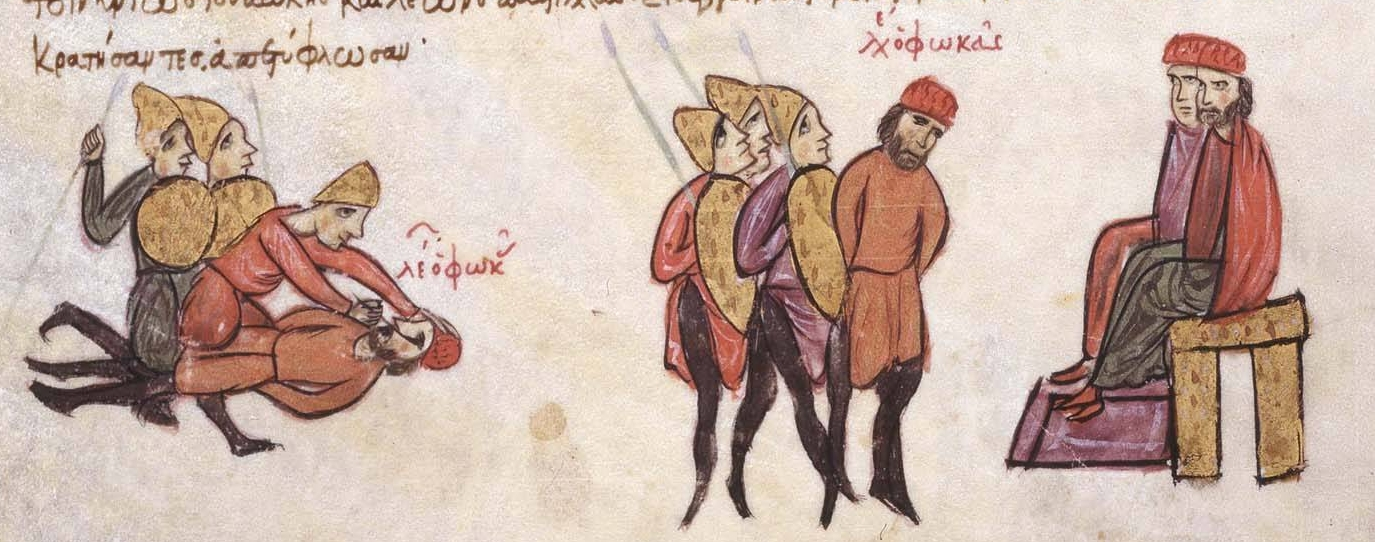
Ослепление Льва Фоки Старшего в 919 году после неудачного восстания против Романа I Лакапина. Мадридский Скилица, XII век.

Нанесение увечий в Византии было не только распространённым наказанием для уголовных преступников, но и способом политической борьбы. Соперников ослепляли , кастрировали и лишали носа или других частей тела с целью воспрепятствовать политической карьере. Нанесение увечий не приводило к смерти, а потому не нарушало запрета на убийство (в византийском праве нанесение увечий и изгнание были более распространены, чем смертная казнь и тюремное заключение).
Первое византийское политическое изувечивание произошло в 637 году. Император Ираклий I приказал отрубить нос и руки своему незаконному сыну, Иоанну Аталариху, обвинённому в организации заговора против отца. Так же был наказан и сообщник Иоанна Аталариха, его кузен Феодор. Они были сосланы на разные острова. Дополнительно было приказано отрубить каждому из них ногу по прибытии на остров. Первым изувеченным императором стал тоже сын Ираклия: в 641 году по постановлению сената Ираклию II отрезали нос, а его матери Мартине — язык. По словам Г. Острогорского, это был первый случай в Византии, когда был применён такой способ обезображивания — отрезание носа. Он писал: «Впервые мы здесь встречаем на византийской почве восточный обычай обезображивания посредством урезания носа: оно служило знаком непригодности изувеченного к замещению должности». О персидском обычае уродовать претендентов на престол сообщал ещё Прокопий Кесарийский: «у персов нельзя стать царём одноглазому или страдающему каким-либо другим физическим недостатком»; «Отец изуродовал глаза своего сына; он не отнял у него зрения, но <…> изувечил всю красоту век. Хозрой сделал это единственно с той целью, чтобы у сына пропала всякая надежда на царскую власть: человеку, имеющему какое-либо физическое уродство, закон персов не позволяет делаться царем».

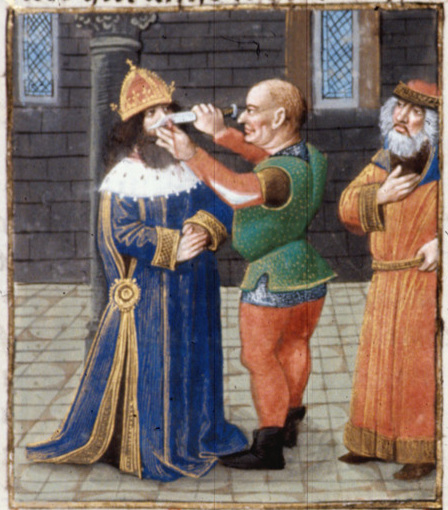
Усечение носа Юстиниану II в 695 году после его свержения. De Casibus Virorum Illustrium Боккаччо, французское издание 1480 года.

Первый известный случай ослепления в Византии (не считая неподтверждённых или легендарных) относится к 705 году, когда Юстиниан II повелел ослепить патриарха Каллиника в наказание за поддержку им противников Юстиниана. Кастрация стала популярна позднее — в X—XI веках. У нанесения увечий были как культурные, так и рациональные причины.
В византийской культуре считалось, что императорская власть отражает божественную, но Бог совершенен, а потому император обязан быть безупречен: любые увечья, особенно на лице, лишали человека возможности занять трон. По словам византиниста Г. Г. Литаврина «в Византии силу закона приобрёл обычай, по которому ни слепец, ни скопец не могли занимать престол». Исключением были императоры Юстиниан II и Исаак II Ангел. Юстиниан II (правил 685—695 и 705—711) по прозванию Ринотмит, то есть «безносый» был свергнут и изувечен, но вернулся на трон десятью годами позже. Исаак II Ангел (правил в 1185—1195 и 1203—1204 годах) был свергнут и ослеплён, но позже восстановлен на троне крестоносцами. Кастраты считались не полноценными людьми, а «наполовину мёртвыми», а потому не рассматривались как угроза в политической борьбе, что позволяло им занимать важные должности в византийской администрации, не являясь при этом претендентами на престол.
У кастрации была и рациональная подоплёка: после кастрации человек не мог произвести на свет детей, которые могли бы конкурировать с детьми инициатора кастрации за политическое влияние. Аналогично, ослепление ограничивало мобильность человека и, например, делало невозможным вести армию в битву — важный аспект государственной деятельности в Византии.